# Ландульф I (князь Беневенто)
Ланду́льф I (умер 10 апреля 943) — князь Беневенто (901—943) и князь Капуи (901—943 как Ландульф III), сначала в качестве соправителя своего отца Атенульфа I, с 910 года самостоятельно, затем с другими соправителями. Сын Атенульфа I Великого и Сишельгаиты Гаэтской.

## Биография
В 901 году Ландульф был возведён в княжеское достоинство и стал соправителем Атенульфа I. Тем самым была заложена в Беневенто и Капуе система соправительства, при которой несколько членов династии правили объединёнными княжествами совместно. В 909 году Ландульф посетил Константинополь и получил от императора Византии Льва VI титул патрикия. После смерти отца (июнь 910 года) стал единоличным князем, затем сделал своим соправителем брата Атенульфа II.
2 июля 911 года Ландульф подписал договор с неаполитанским герцогом Григорием IV, положив, тем самым, начало союзу всех южноитальянских властителей против арабов. К союзу присоединились герцогство Гаэта, княжество Салерно, а также Византия, по отношению к которой Ландульф вёл себя как полноправный союзник, а не вассал. В 915 году коалиционная армия во главе с Ландульфом, Григорием IV и Иоанном II Неаполитанскими, Гвемаром II Салернским, Иоанном I Гаэтским и византийским стратигом соединилась с войсками папы Иоанна X и Альберика I Сполетского. Образовавшаяся южноитальянская армия нанесла арабам сокрушительное поражение при Гарильяно, покончив с арабским присутствием в континентальной Италии.
Последующие годы правления Ландульфа ознаменованы борьбой против Византии. В 921 году Ландульф поддержал восстание апулийских лангобардов против Византии и после неудачи был вынужден отослать одного из своих сыновей Ландульфа II (IV по капуанской нумерации)в Константинополь в качестве заложника. В 923 или 926 году Ландульф I совместно с Гвемаром II Салернским совместно атаковали византийские владения: Ландульф — Апулию, а Гвемар II — Кампанию, но из-за неудачи Ландульфа война завершилась безрезультатно. В 929 году к Ландульфу и Гвемару II присоединился герцог Теобальд I Сполетский, но и в этот раз Византия разгромила лангобардскую коалицию. В том же году с Византией примирился Теобальд Сполетский, в 934 — Гвемар II, а в 935 году в союз с Византией вступил итальянский король Гуго. В сложившихся обстоятельствах Ландульф I был вынужден прекратить враждебные действия против Византии.
В 933 году Ландульф I, уже имевший брата-соправителя Атенульфа II, произвёл в соправители своего сына Атенульфа III. В 939 году после смерти Атенульфа II соправителем отца стал также его второй сын Ландульф II (IV по капуанской нумерации).
Ландульф I был женат на Джемме, дочери неаполитанского герцога-епископа Афанасия. Известно о их двух сыновьях (Атенульф III и Ландульф II (IV)) и дочери Гаительгриме, вышедшей замуж за Гвемара II Салернского. Ландульф I умер 10 апреля 943 года, ему наследовали его сыновья Атенульф III и Ландульф II (IV).